# 内海愛子
内海 愛子（うつみ あいこ、1941年10月20日 - ）は、歴史社会学者。恵泉女学園大学名誉教授。マイノリティ研究、日本アジア関係論を専門としている。
本名はアイコ。夫は経済学者村井吉敬。

## 略歴
1941年東京生まれ。1964年早稲田大学教育学部英語英文学科卒業。1965年同大学第一文学部哲学科社会学専修に編入学、1967年卒業。1974年同大学院文学研究科社会学専攻博士課程単位取得退学。
1975-1977年日本語教員としてインドネシア国立パジャジャラン大学文学部講師を務める。
1977年に帰国後、立教大学、東京都立大学などの非常勤講師を経て、1988年恵泉女学園大学人文学部助教授、1992年同教授、2007年3月名誉教授。
2012年大阪経済法科大学アジア太平洋研究センター所長・特任教授。

## 社会活動と評価
- 1970-80年：日本朝鮮研究所所員
- 1991年：「韓国・朝鮮人BC級『戦犯』」への支援活動により多田謡子反権力人権賞を受賞。
- 2000年：女性国際戦犯法廷では、東京裁判の問題点として「植民地支配の視点の欠落」を指摘した[3]。
- 2002年：連合国軍捕虜について研究するPOW研究会を設立[4]。
- 2005年：強制動員真相究明ネットワーク共同代表
- 2006年：日本平和学会会長（第17期）（2008年まで）
- 日本による対韓輸出優遇撤廃に反対する、＜声明＞「韓国は「敵」なのか」呼びかけ人の1人[5]。
- 2022年：金大中元韓国大統領の精神を称える第15回「後広学術賞」を受賞[6]。

## 著書
単著
- 1982年：『朝鮮人BC級戦犯の記録』勁草書房
- 1983年：『マンゴウの実る村から―アジアの中のニッポン』現代書館
- 1991年：『朝鮮人<皇軍>兵士たちの戦争』岩波書店（ブックレット）
- 2002年：『戦後補償から考える日本とアジア』山川出版社
- 2004年：『スガモプリズン―戦犯たちの平和運動』吉川弘文館〈歴史文化ライブラリー〉
- 2005年：『日本軍の捕虜政策』青木書店
- 2008年：『キムはなぜ裁かれたのか―朝鮮人BC級戦犯の軌跡』朝日新聞出版（選書）
- 2015年：『朝鮮人BC級戦犯の記録』岩波書店（現代文庫）

共著
- 1972年：共編著『身世打鈴-在日朝鮮女性の半生』東都書房
- 1980年：共著『赤道下の朝鮮人叛乱』勁草書房
- 1983年：共編著『アジアから見た「大東亜共栄圏」』梨の木舎
- 1986年：共編著『朝鮮人差別と言葉』明石書店
- 1987年：共著『シアネスト許泳の「昭和」』凱風社
- 1988年：共編著『アジアから来た出稼ぎ労働者たち』明石書店
- 1989年：共編著『東京裁判ハンドブック』青木書店
- 1990年：共編著『資料　中国人強制連行の記録』明石書店
- 1991年：共編著『語られなかったアジアの戦後―日本の敗戦・アジアの独立・賠償』梨の木舎
- 1992年：共編著『ハンドブック　戦後補償』梨の木舎
- 1994年：共編著『泰緬鉄道と日本の戦争責任―捕虜とロームシャと朝鮮人』明石書店
- 1996年：『ジャワで抑留されたオランダ人女性の記録』（翻訳・解説）梨の木舎
- 1997年：共著『ジャワ・オランダ人少年抑留所』梨の木舎
- 2000年：共編著『戦犯裁判と性暴力』緑風出版
- 2000年：共編著『石原都知事　「第三国人」発言の何が問題なのか』影書房
- 2004年：共編著『グローバル時代の平和学３　歴史の壁を超えて』法律文化社
- 2004年：共編著『ある日本兵の二つの戦場―近藤一の終わらない戦争』社会評論社
- 2006年：共編著『ちょっとヤバイジャナイ　ナショナリズム』解放出版社